# Ñachi

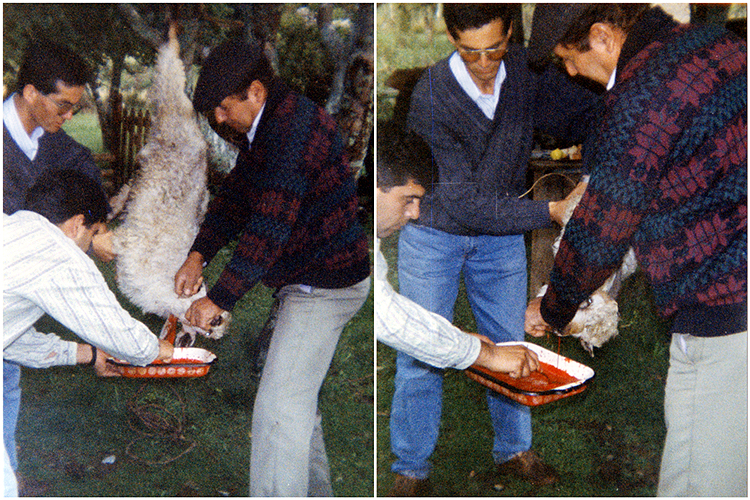
La extracción de la sangre de un cordero para consumirla como ñachi.

El ñachi o ñache es una comida típica de origen mapuche, elaborada con elementos introducidos por los españoles y consumida en Chile. Su preparación consiste en sangre fresca de animal y diversos aliños como cebolla, ajo, cilantro picado fino, merkén y limón.
Su historia gastronómica se relaciona con las piedras tacitas. Hay evidencias del arcaico de restos de pigmentos rojos en ciertas piedras; una clara analogía a la sangre. En muchas ocasiones, se practicaban sobre esas piedras sacrificios rituales de guanacos capturados vivos. Las flechas eran untadas en la sangre vertida para conjurar una buena caza. Por lo tanto, la costumbre de beber ñache, puede encontrar sus orígenes en los rituales realizados por los indígenas en las piedras tacitas.
Se prepara mientras se mata un cordero o un ternero, animales traídos por los europeos, para un asado u otra ocasión semejante. La sangre del animal, recién degollado, se vierte dentro de un recipiente que contiene cilantro, merquén o algún otro aliño picante y sal. Se mezcla y agrega jugo de limón. Cuando la sangre se coagula, se corta en cuadritos y se sirve en pan, acompañado de vino blanco si se desea.
Antiguamente, el ñache era preparado en el cuerpo partido por el pecho y entreabierto del animal, lugar en el cual, se derramaba y se sazonaba la sangre en abundancia y donde se trozaban, también, algunas entrañas, tales como el hígado y corazón.
Un plato relacionado con este es el apol.